# Soldinfördraget (1466)

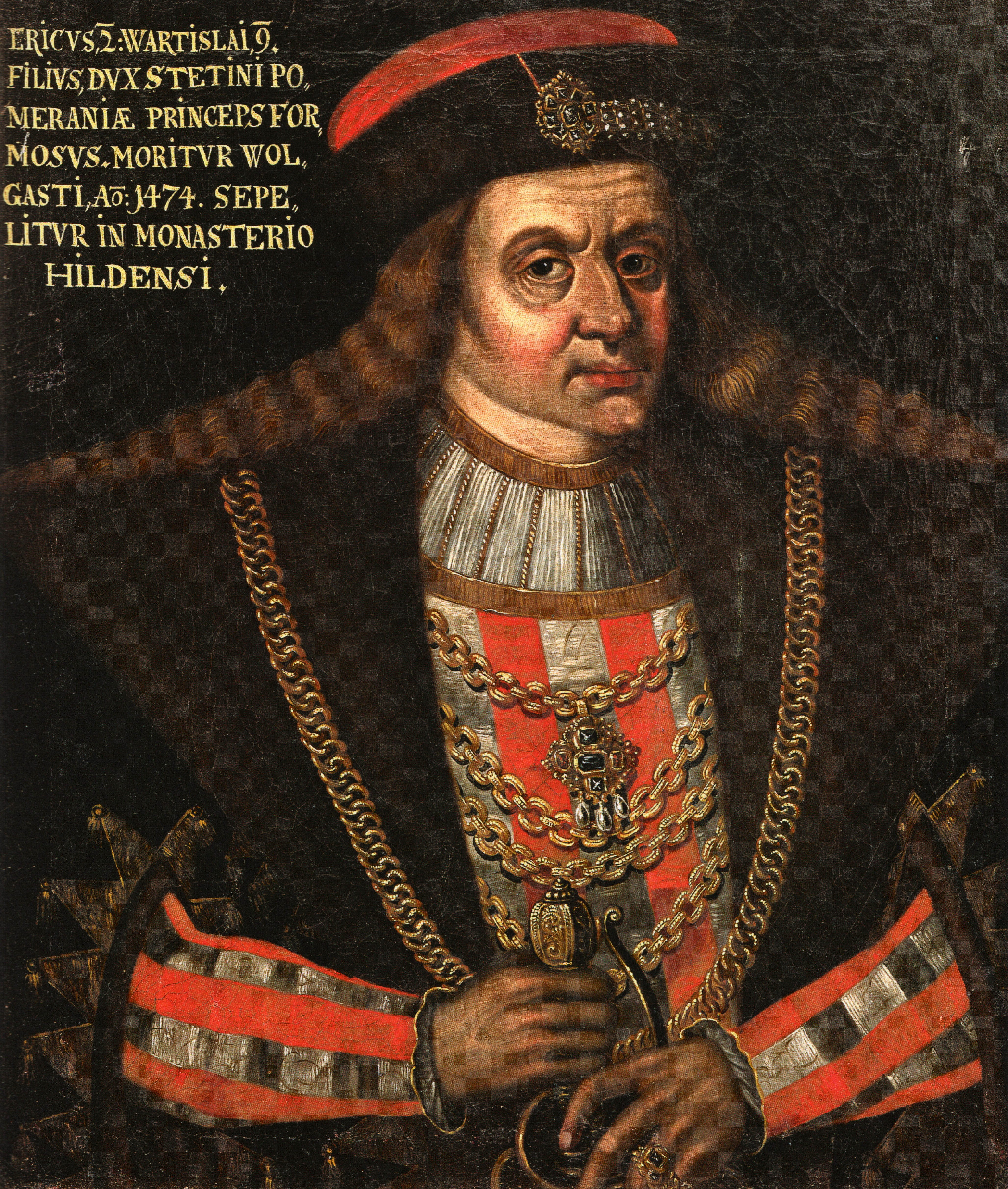
Erik II av Pommern

Soldinfördraget (tyska: Vertrag von Soldin) undertecknades den 21 januari 1466 i Soldin (numera Myślibórz) av den brandenburgske kurfursten Fredrik II och pommerska hertigarna Erik II och Vratislav X. Förhandlingarna tog plats i staden Stettin (numera Szczecin). Fördraget löste tillfälligt en konflikt om successionen av hertig Otto III som avlidit utan en tronföljare. Såväl den tysk-romerske kejsaren Fredrik III som kurfursten Fredrik II av Brandenburg, Erik II och Vratislav X av Pommern påstod sig vara den rättmätige arvtagaren till Ottos andel av hertigdömet Pommern.
Den brandenburgske kurfursten och de pommerska hertigarna gick förbi kejsarens anspråk och nöjde sig med en lösning där de pommerska hertigarna tog hertigdömet Pommern, inklusive såväl Ottos som sina egna områden inom hertigdömet, vilka skulle förvandlas till förläning under kurfursten av Brandenburg. Genomförandet av fördraget misslyckades dock, bland annat eftersom den pommerska adeln och staden Stettin vägrade lyda fördragets villkor. Inte heller verkställde de pommerska hertigarna fördraget, och de intrigerade samtidigt framgångsrikt mot det vid kejsaren hov. Brandenburg försökte genomdriva fördraget militärt, och även om man initialt nådde viss framgång, misslyckades detta. Den tysk-romerske kejsaren Fredrik III förklarade fördraget ogiltigt 1469 men bekräftade samtidigt Brandenburgs anspråk 1470. Soldinfördraget ersattes av det andra fredsfördraget i Prenzlau i maj 1472, som avslutade kriget och bekräftade Pommern som en förläning under Brandenburg.

## Bakgrund
Brandenburg och hertigdömet Pommern ingick i en långvarig tvist om det senares status. Medan Brandenburg ansåg att Pommern skulle betraktas som dess förläning så avvisade de pommerska hertigarna sådana anspråk. Bägge sidorna lyckades stundtals få över den tysk-romersk kejsaren till sin respektive uppfattning, och ofta resulterade denna konflikt i krig. Vid tiden före fördraget i Soldin utkämpades den senaste av konflikter om området Uckermark under åren mellan 1444 och 1448, ett område som såväl Brandenburg som Pommern lade anspråk på. Det första fredsfördraget i Prenzlau resulterade i att området delades upp i en brandenburgsk och en pommersk del. Hertigdömet Pommern bestod själv av flera självstyrande områden vilka styrdes av olika medlemmar av huset Grip och som gick under namnet ("Teilherzogtum"). År 1455 hade Fredrik II av Brandenburg köpt tillbaka landskapet Neumark av Tyska ordensstaten, och efterfrågade därför tillgång till Östersjön för sitt kustlösa grevskap.
Under 1450-talet mötte de pommerska hertigarna hårt motstånd från de olika hansestäderna. Stralsund vägrade erkänna hertigarna som överherrar 1451, och försonade sig med hertigarna i en fred först den 12 juli 1454. År 1457 anföll soldater på uppdrag av borgare i städerna Stralsund och Greifswald hertig Erik II och hans följe, och Erik undkom endast med nöd och näppe från att bli tillfångatagen. Samma år slöt även hansestäderna Stralsund, Greifswald, Demmin och Anklam ett förbund som ämnade motarbeta de pommerska hertigarna.
År 1459 fråntog kejsare Fredrik III de pommerska hertigarna alla de friheter som tidigare beviljats och samma år avled Erik av Pommern, vars död orsakade en konflikt mellan de kvarvarande hertigarna Erik II, Vratislav X och Otto III om Eriks arv. Erik II gjorde anspråk på allt för sig själv vilket ledde till att Otto III och Vratislav X allierade sig med kurfursten av Brandenburg den 6 september 1459, och med Danmark den 27 juli 1462, vilka båda allianser var riktade mot Erik II. De tre hertigande försonades dock 1463.
År 1451 nådde digerdöden Pommern, och flera medlemmar av huset Grip kom att avlida under denna epidemi, bland annat Otto III som avled den 10 september 1464. Detta medförde att hertigarna Erik II och Vratislav X stod på den ena sidan, medan den brandenburgske kurfursten på den andra sidan om vem som hade rätt till Ottos teilherzogtum. Förhandlingar i Prenzlau den 13 januari 1465 blev resultatlösa, och kejsare Fredrik III avisade initialt båda sidornas anspråk, och betraktade Pommern som sin personliga egendom. Den 21 mars samma år utarbetade kejsaren ett dokument som bekräftade Brandenburgs anspråk, men dokumentet behölls i Nürnberg och var tvunget att köpas ut för 37 000 gulden.  Detta skedde dock inte då kurfursten inte hade råd att betala denna summa. Förhandlingarna mellan Brandenburg och Pommern i april och maj 1465 i Prenzlau misslyckades.

## Fördraget

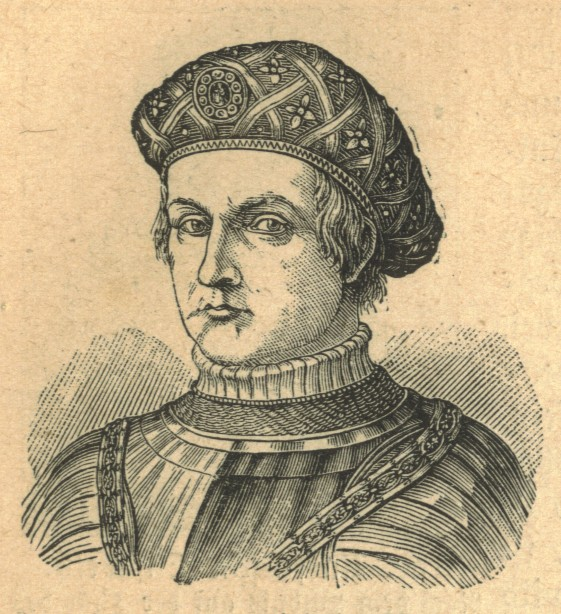
Fredrik II "Järntand" av Brandenburg

Fördraget innehöll följande bestämmelser: 
- Hertigdömet Pommern omvandlas till en förläning till Markgrevskapet Brandenburg.[2][3][9] Erik II och Vratislav X svär kurfursten trohet. Detta påverkar inte den pommerska adelns trohetseder som tvingas svära trohet till både de pommerska hertigarna och den brandenburgske kurfursten.[3] Kurfursten av Brandenburg måste likaså motivera denna handling inför den tysk-romerske kejsaren.[3] Trohet får endast utfästas efter tidigare ömsesidiga samråd.[3]
- De pommerska hertigarna fortsätter att erhålla alla inkomster från hertigdömet.
- Förläningar inom hertigdömet får endast delas ut ifall det råder ömsesidighet mellan de pommerska hertigarna och den brandenburgske kurfursten.[3]
- Brandenburg åläggs också att sörja för hertigdömet Pommerns försvar, och ingår därför i en försvarsallians.[3]
- De pommerska hertigarna är skyldiga att inte belasta den pommerska adeln i onödan och garantera dem vissa friheter.[3]
- Brandenburg och Pommern inför frihandel och rätt till fri rörlighet mellan områdena.[3]

## Implementering av fördraget misslyckas
Den 10 mars 1466 möttes Vratislav X av Pommern och Fredrik II av Brandenburg i Gartz för att tvinga den pommerska adeln under ed. Dock tvangs man ställa in ceremonin på grund av lågt deltagande och otillräcklig uppmärksamhet. Den 26 april meddelade staden Stettin kurfursten att man vägrar svära trohet. Den pommerska delegaten vid kejsarens hov, Jaroslaw Barnekow, fortsatte att avvisa kurfurstens anspråk, och nådde under oktober framgång i och med kejsarens beslut att förbjuda de pommerska hertigarna att införliva Pommern som en förläning utan hans godkännande. Respektive kejserliga not nådde Pommern i februari 1467.

## Efterspel

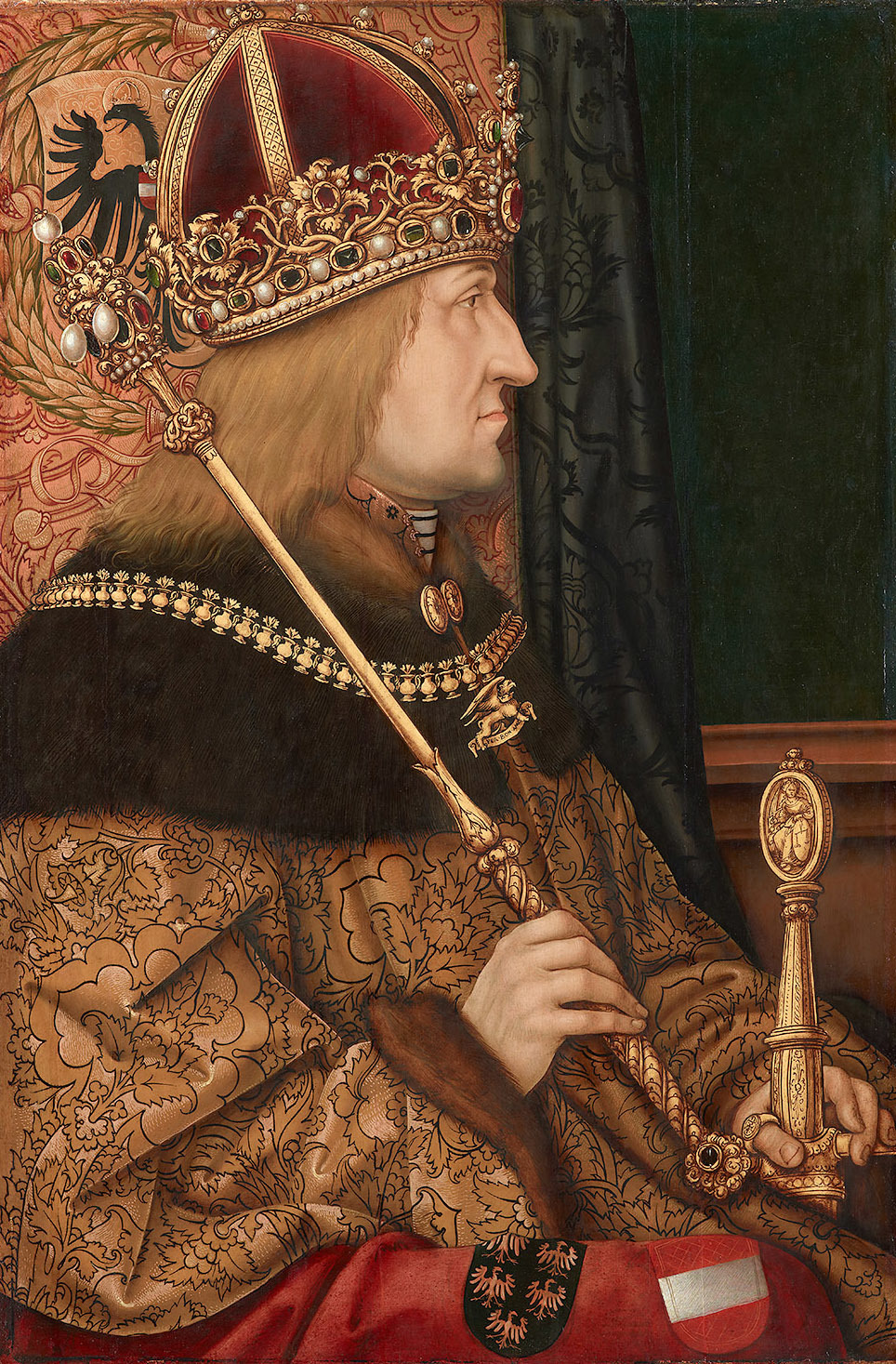
Fredrik III

### Krig mellan Pommern och Brandenburg
Den 8 maj 1467 uppmanade Mecklenburg och Sachsen de pommerska hertigarna att lyda fördraget och hotade dem med en ekonomisk bojkott, medan hansan, särskilt Lübeck, biföll Stettins vägran att svära trohet till Brandenburg. Den 2 maj 1468 skickade Brandenburg ett meddelande till Stettin där man insisterade på stadens godkännande av fördraget, och hotade med krig, som så småningom bröt ut i mitten av juli. Styrkor från brandenburgska allierade Mecklenburg korsade floden Tollense in i Vorpommern, medan brandenburgska styrkor anföll från söder. I de följande striderna plundrade Brandenburg Löcknitz och Gartz i juli, medan Mecklenburg plundrade Altentreptow i början av augusti. Efter ytterligare brandenburgska och mecklenburgska segrar förmedlade Stralsund och Greifswald en vapenvila i slutet av augusti.
Vapenvilan höll dock inte, och pommerska styrkor återtog Altentreptow den 7 eller 8 september. Den 21 september misslyckades fredsförhandlingarna återigen, och Mecklenburg förnyade sin allians med Brandenburg. I oktober plundrade pommerska styrkor Bahn och gjorde försök till att storma Gartz vilket dock kom att misslyckas. Den 12 december erbjuder de pommerska delegaterna Jaroslaw Barnekow, Bernd Broke och Klaus Goldbeck fred i Prenzlau, men Brandenburg vägrade på grund av de pågående attackerna från pommerska styrkor. Förhandlingarna i Prenzlau fortsätter, och den 8 januari 1469 svär de pommerska hertigarna Erik II och Vratislav X offentligt på Prenzlaus marknadsplats att lyda Soldinfördraget och att hertigdömet kommer att lova trohet inom de kommande åtta dagarna. Den 15 januari avlägger några pommerska adelsmän en ed till kurfursten, men Stettin vägrar fortsatt, och stöds återigen av Hansan. De pommerska hertigarna intrigerade under tiden med kejsaren för att förklara Soldinfördraget ogiltigt.
Den 14 juli 1469 utfärdade kejsaren ett dekret som upphävde Soldinfördraget, och bekräftade Pommerns riksomedelbarhet och förbjöd brandenburgska aktioner mot hertigdömet. Samma dag invaderade pommerska styrkor det brandenburgska Neumark, men besegrades i slaget vid Schivelbein. Den 25 juli inledde kurfursten en motoffensiv, och nådde Ueckermünde den 30 juli. Staden som understödjes av Stralsund och Stettin belägrades av förenade styrkor från både Brandenburg och Mecklenburg till 10 augusti. Den 21 oktober 1469 slöt Pommern och Mecklenburg ett fredsavtal och förpliktar sig att upprätthålla neutralitet om någon av dem är i krig med Brandenburg. I maj 1470 invaderar Erik II av Pommern Neumark igen.

### Den andra freden i Prenzlau
Den 12 december 1470 bekräftade kejsaren det brandenburgska anspråket på Pommern-Stettin. Vidare tilltalade han den polske kungen den 9 januari 1470 för att stödja Brandenburg mot Pommern. Den 6 augusti förbjöd kejsaren de pommerska hertigarna att hindra Brandenburgs tillägnande av Pommern-Stettin, och beordrade adelsmännen svära kurfursten trohet. Den 16 september kommer Pommern och Brandenburg överens om en vapenvila i Mescherin som ämnade pågå till och med den 24 juni 1472. I det andra fredsfördraget i Prenzlau som slöts mellan Brandenburg och Pommern den 30 maj 1472, avgjorde slutligen tvisten till Brandenburgs fördel: Brandenburg fick Pommern-Stettin, och Pommern-Wolgast blev en brandenburgsk förläning.